# Slavi Trifonov
Stanislav Todorov Trifonov (în bulgară Станислав Тодоров Трифонов) este cunoscut ca Slavi Trifonov (în bulgară Слави Трифонов; n. 18 octombrie 1966, Pleven, Republica Populară Bulgaria) este cântăreț, politician și prezentator de televiziune bulgar.

## Biografie
Stanislav Todorov Trifonov s-a născut pe 18 octombrie 1966 în Pleven, Bulgaria. Tatăl său este din Gorna Mitropolia, municipalitatea Dolna Mitropolia, iar mama sa, Zdravka, este din Todorovo, municipalitatea Pleven. Are o soră, Petia, cu trei ani mai mare decât el, despre care a spus că este persoana cea mai apropiată de el. A fost numit după bunicul său Stoyo.
A crescut într-o familie strictă, în care mama sa avea un rol major, iar valoarea unei educații bune era susținută. Trifonov a fost un elev excelent și îi plăcea să-și petreacă timpul citind cărți. 
Trifonov s-a înscris la școala de muzică din Pleven; în timpul uneia dintre vacanțele școlare, a mers cu clasa sa în parcul Kaylaka. Deși nu se simțea confortabil și nu se simțea la locul lui acolo, a decis să se înscrie la seara talentelor. El a prezentat câteva glume pe care le memorase din caseta audio apocrifă a comediantului Dimitar Shkumbata. Trifonov a fost surprins de reacția pozitivă a publicului și de cererea acestuia pentru un bis, pe care o definește ca fiind un moment de cotitură în viața sa.
În 1985, Trifonov a absolvit SMU Panayot Pipkov din Pleven, iar ulterior a absolvit Academia Națională de Muzică din Sofia, Bulgaria.

## Carieră
Trifonov este solistul și țambalistul formației muzicale bulgare Ku-Ku, înființată în 1993 de Trifonov, Evgeni Dimitrov, Maestro Evgeni Jotov și Ilia Iliev. Trupa a jucat sau joacă un rol important în programele de televiziune KU-KU, Canaletto și Slavi's Show, precum și în alte proiecte pentru Fife Stars, Idols, Sing with Me și The Voice of Bulgaria. A lansat 21 de albume, peste 300 de cântece, a participat la sute de concerte și a efectuat treisprezece turnee, inclusiv unul în Statele Unite ale Americii.
În 1998, a devenit producător și prezentator al emisiunii Exilați. Programul a fost suspendat de la BNT după prima sa difuzare, la 8 februarie 1998, înainte de a fi difuzat de 7 Dni TV și de alte canale de televiziune prin cablu din țară doi ani mai târziu. Emisiunea s-a remarcat prin satira politică tăioasă și participarea puternică a grupului Ku-Ku Band. Principalii scenariști ai Exiles au fost scriitorii Rosen Petrov, Toshko Yordanov, Ivaylo Valchev, Ivo Petrov și Ivo Siromahov.
La 27 noiembrie 2000, Trifonov a realizat primul episod din Slavi's Show pe bTV. În prezent, el este directorul companiei de producție Seven-eight AD. Compania produce programe în principal pentru bTV și bTV Media Group, cum ar fi 5 Stars și reality show-uri pe licență, inclusiv Survivor BG, Music Idol  și Dancing Stars, și două mini-serii Where is Brother? și Brandy and Sunrise.
Ca cântăreț a lansat douăzeci și două de albume, cu Ku-Ku, Canaletto, Outcasts și Ku-Ku Band. A participat la numeroase turnee în întreaga țară, precum și la un turneu în Statele Unite și Canada. În 2004, a înregistrat un duet cu solista trupei Antique, Elena Paparizou, intitulat „Why?”.
În 2005, Trifonov a participat la finala națională bulgară pentru duetul Eurovision cu Sofi Marinova. Când a venit momentul să interpreteze piesa lor „Unity”, Trifonov a anunțat că se retrage din concurs deoarece votul a fost manipulat cu ajutorul cartelelor SIM.
În 2008, Trifonov a fost amendat cu 500 leva pentru sfidare. Trifonov a intentat mai multe procese împotriva așa-numitelor ziare tabloide, a câștigat majoritatea acestora și a donat banii în scopuri caritabile. La începutul anului 2013, Trifonov a condamnat compania Magardich Halvadjian și Judy Halvadjian pentru utilizarea abuzivă a unor extrase din „Slavi's Show”.
La 6 mai, în Slavi's Show, Trifonov a anunțat că emisiunea sa se va încheia la 31 iulie 2019, iar după 15 septembrie Slavi și echipa sa își vor crea propriul canal de televiziune, numit 7/8 TV. În octombrie 2019, pe profilul său de Facebook, Slavi a anunțat când postul său de televiziune va începe să emită. Prima emisiune de televiziune a fost difuzată pe 4 noiembrie 2019. Trifonov produce acum 6 emisiuni noi pe 7/8 TV. El este gazda noului show numit Late Night Show with Slavi Trifonov.
În 2019 a înființat partidul populist Există un Astfel de Popor (ITN), care a susținut protestele bulgare din 2020-2021. Partidul a participat la alegerile parlamentare bulgare din aprilie 2021 și s-a clasat pe locul al doilea, obținând 17,4% din votul popular, ceea ce echivalează cu 51 de locuri în Adunarea Națională. Atunci când niciun partid nu a reușit să formeze un guvern, au fost organizate alte alegeri parlamentare în iulie 2021, la care ITN a ieșit cel mai puternic partid, obținând 23,8% din voturi și 65 de locuri în Parlament. Trifonov a anunțat că va forma un guvern minoritar.
El a sprijinit introducerea mai multor aspecte ale democrației directe în sistemul politic bulgar. În martie 2020, a donat 100 000 leva pentru salariile personalului medical de la Spitalul Alexandrovska din Sofia, care luptă împotriva pandemiei COVID-19 în Bulgaria, dar a fost, de asemenea, criticat pentru că inițial a minimalizat amploarea pandemiei și s-a opus public multora dintre măsurile de control al pandemiei. În ianuarie 2021, o declarație a lui Trifonov care compara restricțiile impuse de guvern ca urmare a situației epidemiologice de urgență cu jugul otoman a stârnit controverse. El s-a opus politicilor de deschidere a frontierelor și și-a exprimat îngrijorarea cu privire la prezența în Bulgaria a refugiaților din focarele de conflict din Orientul Mijlociu.

## Discografie
- Ръгай чушки в боба (1993)
- Шат на патката главата (1994)
- Рома ТВ (1994)
- Жълта книжка (1995)
- Хъшове (1996)
- Каналето – The Best (1997)
- Едно Ферари с цвят червен (1997)
- Франция, здравей (1998)
- Девети трагичен (1998)
- Вавилон (1998)
- Няма "не искам", няма "недей" (1999)
- Часът на бенда (2000)
- Новите Варвари (2001)
- The Best (2001)
- Vox Populi (2002)
- Прима патриот (2004)
- И оркестъра да свири (2005)
- Ние продължаваме (2007)
- No Mercy (2009)
- Македония (2010)
- Един от многото (2012)
- Има такъв народ (2017)
- Песни за българи (2018)